# Glenfinnanviaduct
Het Glenfinnanviaduct is een spoorwegviaduct aan de West Highland Line in Glenfinnan, Schotland op het baanvak tussen Fort William en Mallaig. Het is tussen juli 1897 en oktober 1898 gebouwd en is een van de belangrijkste bouwwerken op de spoorlijn. Het viaduct kostte destijds 18.904 pond sterling.
Het 380 meter lange bouwwerk bestaat uit 21 overspanningen, die tot 30 meter hoog reiken. Het viaduct was destijds de voltooiing van een baanbrekende technische prestatie, want het is een van de eerste grote betonbruggen. Mede door dit grote betonnen bouwwerk kreeg diens bouwer Robert McAlpine de bijnaam "Concrete Bob".
De spoorlijn was vroeger belangrijk voor de lokale visindustrie, die van de bouw van de lijn profiteerde. Vandaag de dag wordt de lijn voor personenvervoer door middel van dieseltreinstellen bereden. Goederenvervoer vindt niet meer plaats.
In de zomer rijdt er dagelijks, met uitzondering van zaterdag, de toeristentrein "The Jacobite" met stoomlocomotieven tussen Fort William en Mallaig.
Op het Glenfinnanviaduct zijn veel filmscènes opgenomen, waaronder enkele Harry Potterfilms waarin de Zweinsteinexpres een belangrijke rol speelt.